# Eliseo Verón
Eliseo Verón (* 12. Juni 1935 in Buenos Aires; † 15. April 2014 ebenda) war ein argentinischer Semiotiker, der besonders auf dem Feld der Soziosemiotik aktiv gewesen ist. Sein Werk ist vor allem im spanischen und französischen Sprachraum bekannt.

## Leben
Nach dem Studium an der Universität von Buenos Aires erwarb Verón einen Doktortitel an der Universität von Paris. Dort lehrte er bis 1995, als er nach Argentinien zurückkehrte. Bis zuletzt lehrte er an der Universität Buenos Aires. Er starb 78-jährig am 15. April 2014 in seiner Heimatstadt.

## Werk
Verón ging in seinem Werk insbesondere von den Ideen von Charles Peirce und Michail Michailowitsch Bachtin aus und entwickelte sie weiter. Von Peirce übernahm er vor allem die Idee einer unendlichen Kette von Zeichen, der Semiose, die er mit dem Begriff der Intertextualität verband.

### La semiosis social (1987)
Veróns Hauptwerk La Semiosis Social (Die soziale Semiose) ist eine generelle Theorie der Erstellung und Rezeption von Texten, wobei mit „Text“ allgemein jede geschlossene Einheit von Zeichen verstanden wird, die in einem bestimmten historischen Moment produziert wird. Verón geht davon aus, dass die Instanzen der Produktion und der Rezeption (Verständnis) von Texten von einer Reihe von Bedingungen eingeschränkt werden. Die Produktionsbedingungen hängen dabei fest mit dem Begriff der Ideologie zusammen, die Rezeptionsbedingungen dagegen mit der Macht, wobei beide Termini für Verón den Charakter von Dimensionen haben, was ihn beispielsweise an die Position von Michel Foucault annähert. Die Dimension des Ideologischen ist für Verón das Verhältnis zwischen Text und Produktionsbedingungen, während die Dimension der Macht mit dem Verhältnis zwischen Text und Rezeptionsbedingungen, also dessen mögliche Effekte auf den Rezipienten, zusammenhängt. Sowohl Produktions- als auch Rezeptionsbedingungen haben für Verón ebenfalls den Charakter von Zeichenketten oder Texten, wodurch sich ein unendliches Netz von Verbindungen zwischen diversen Texten herstellen lässt, ähnlich wie bei Peirce und Bachtin.

### Weitere Arbeiten
Neben diesen generellen Arbeiten beschäftigte sich Verón auch mit dem Phänomen der Bilderkennung und mit dem Inhalt audiovisueller Medien, ebenfalls erstellte er eine Typologie von politischen Diskursen.
Im Bereich der Bilderkennung erstellte er – zur Überwindung des Dualismus analog/digital im Sinne von Analogie/Konvention – ein vierdimensionales Koordinatensystem, um die Art der Verbindung zwischen Bild und seinem Objekt zu beschreiben. Dieses Koordinatensystem setzt sich aus den Begriffspaaren Substitution/Kontiguität, Ähnlichkeit/Unähnlichkeit, Kontinuität/Diskontinuität und Willkürlichkeit/Unwillkürlichkeit (der Verbindung zwischen Bild und Objekt) zusammen, so hätte etwa eine Fotografie die Verbindungen Substitution, Ähnlichkeit, Kontinuität und Unwillkürlichkeit.
Verón analysierte auch den Begriff des Zeichens in audiovisuellen Medien. So stellte er die These auf, die Glaubwürdigkeit von informativen Fernsehprogrammen (etwa Nachrichtensendungen oder Magazine) basiere hauptsächlich auf dem Blickkontakt zwischen Moderator und Zuschauer (die sogenannte „Achse Auge-Auge“). Erst durch diesen Kontakt bekomme das Bildmaterial der Sendung für den Zuschauer den Charakter eines Anzeichens oder Indiz im Sinne der Zeichen-Klassifizierung von Peirce; d. h. ein Zeichen, das den Beweis für die Existenz seines Objektes – in diesem Falle der Nachricht – erbringt. Die Produktion eines solchen Programmes erzeuge durch eine Reihe von Techniken zudem eine starke Identifikation zwischen Moderator und Zuschauer, die diese Glaubwürdigkeit unterstreicht. Ebenfalls bekannt wurde eine semiotische Analyse des Aufbaus der Protagonisten im sogenannten Reality-TV im konkreten Fall der Show Big Brother.
Die Typologie des politischen Diskurses von Verón beschäftigt sich vor allem mit den Inhalten dieser Diskurse und den Komponenten, die verwendet werden. Als Basis geht er von drei Typen von Empfängern solcher Diskurse aus: Pro-Empfänger (Parteigänger), Kontra-Empfänger (polit. Gegner) und Para-Empfänger (Unentschlossene). Mit diesen drei Empfängern verbindet sich der Ersteller des Diskurses durch eine Anzahl von Entitäten; so umfasst etwa das Identifikationskollektiv den Ersteller und die Pro-Empfänger, die singulären Metakollektive dagegen sind vor allem mit dem Para-Empfänger verbunden (z. B. „die Nation“). Im Hinblick auf die Komponenten des Diskurses unterscheidet Verón die deskriptive (rein informative), didaktische (Erklärung von neuartigen universellen Wahrheiten), preskriptive (mit dem Soll verbundene) und programmatische (mit dem Parteiprogramm/Programm des Politikers verbundene) Komponente. Aus der Gewichtung der Komponenten sowie dem Verhältnis des Diskurserstellers mit den Entitäten ergibt sich ein weites Spektrum von Typen politischer Diskurse mit diversen Effekten auf die drei Empfängertypen.

## Rezeption und Kritik
La Semiosis Social wird in Akademikerkreisen oft als Pionierwerk der Soziosemiotik bezeichnet, da es als eines der ersten Arbeiten die gesellschaftlich-soziale Dimension der Produktion von Texten vor einem semiologischen Hintergrund analysiert. Zahlreiche Semiologen der 90er und 2000er Jahre beziehen sich in ihren Arbeiten auf ähnliche Postulate.
Kritik erntete Verón zum Teil für sein vierdimensionales Koordinatensystem bei der Bilderkennung. Dieses könne den Dualismus analog-digital nicht überwinden, da die Dimensionen teilweise miteinander inkompatibel seien. So könne beispielsweise die Verbindung zwischen einem Bild und seinem Objekt laut seiner Theorie nicht gleichzeitig ähnlich und willkürlich sein, was von anderen Semiologen wie z. B. Umberto Eco in Frage gestellt wird, da auch der Begriff der Ähnlichkeit von einer zumindest teilweise willkürlich festgelegten Konvention abhänge.